# Dolichoderus laotius
Dolichoderus laotius är en myrart som beskrevs av Santschi 1920. Dolichoderus laotius ingår i släktet Dolichoderus och familjen myror. Inga underarter finns listade i Catalogue of Life.